# LIBOR
Il LIBOR (abbreviazione di London Inter-Bank Offered Rate, in italiano Tasso interbancario di offerta su Londra), è un tasso di riferimento per i mercati finanziari, calcolato giornalmente sulla base della media dei migliori tassi di interesse interbancari sulla piazza di Londra, che indica il tasso di interesse medio delle transazioni finanziarie in sterlina britannica tra le principali banche inglesi.
Si tratta di un tasso variabile, calcolato giornalmente dalla British Bankers' Association in base ai tassi d'interesse richiesti per cedere a prestito depositi in una data divisa (sterlina inglese, dollaro USA, franco svizzero, euro o yen) da parte delle principali banche operanti sul mercato interbancario londinese.
Il Libor è il tasso di riferimento europeo al quale le banche si prestano denaro tra loro, spesso durante la notte (in batch notturno), dopo la chiusura dei mercati. Esso è minore del tasso di sconto che gli istituti di credito pagano per un prestito alla banca centrale. Il mercato interbancario è particolarmente importante per assicurare la solvibilità delle banche e dell'intero sistema creditizio, e per una banca è forse il modo più facile e meno costoso di reperire capitali.
In pratica può capitare che a fine giornata il responsabile della Tesoreria della banca x scopra che vi sono alcuni milioni di eccedenze che potrebbero essere parcheggiati overnight presso la Banca d'Italia a un tasso basso, oppure nell'apposita pagina Reuter vedere se vi è un altro istituto nella situazione opposta (cioè con necessità di liquidità): il tasso offerto per l'operazione è più alto ed è appunto il Libor.
A fronte di una domanda di prelievi maggiore del denaro liquido che un istituto ha a disposizione, la banca vende una certa quantità di titoli di Stato o altri titoli, ricevendo in questo mercato il denaro di cui ha bisogno.
Un elemento importante è la fiducia fra i vari istituti di credito a prestarsi denaro, e il ruolo "garantista" della banca centrale nel risarcire i diritti delle banche creditrici nel caso di qualche istituto in difficoltà.
Il Libor è un indice del costo del denaro a breve termine che viene adoperato comunemente come base per il calcolo dei tassi d'interesse relativi a molte operazioni finanziarie (mutui, futures ecc.) principalmente in valute diverse dall'euro, per il quale il tasso di riferimento è più spesso l'EURIBOR. L'andamento del Libor è comunque seguito con attenzione sia dai professionisti sia dai privati, poiché le sue variazioni possono avere conseguenze sull'entità degli interessi bancari di ogni genere, dai conti di risparmio alle ipoteche, ai prestiti.

## Prodotti
Il Libor è ampiamente utilizzato come tasso di riferimento per molti strumenti finanziari sia nei mercati finanziari che in ambito commerciale. Esistono tre principali classificazioni di strumenti di fissazione dei tassi di interesse, tra cui i prodotti interbancari standard, i prodotti commerciali e i prodotti ibridi che spesso utilizzano il Libor come tasso di riferimento.

### Prodotti interbancari standard
- Forward Rate Agreement
- Futures sui tassi di interesse, ad esempio futures sull'eurodollaro
- Interest Rate Swap
- Swaption
- Swap indicizzati overnight, ad esempio Libor-OIS spread
- Opzioni su tassi di interesse, Interest rate cap e floor

#### Prodotti commerciali da campo
- Obbligazione a tasso variabile
- Certificati di deposito a tasso variabile
- Prestiti sindacati
- Mutui a tasso variabile
- Prestiti a termine

#### Prodotti ibridi
- Note di godimento a intervalli
- Note callable step up
- Titoli a rimborso mirato
- Titoli perpetui ibridi
- Obbligazioni ipotecarie garantite
- Obbligazioni di debito garantite

## Caratteristiche tecniche

### Valuta
Nel 1986, il Libor ha inizialmente fissato i tassi per tre valute. Si trattava del dollaro statunitense, della sterlina britannica e del marco tedesco. Nel corso del tempo le valute sono diventate sedici. Dopo che nel 2000 alcune di queste valute sono confluite nell'euro, sono rimaste dieci valute. In seguito alle riforme del 2013, i tassi Libor sono calcolati per cinque valute.

#### Attivo fino a giugno 2023
- Dollaro statunitense (USD)

Inattivo da dicembre 2021
- Euro (EUR)
- Sterlina britannica (GBP)
- Yen giapponese (JPY)
- Franco svizzero (CHF)

Inattivo dal 2013
- Dollaro australiano (AUD)
- Dollaro canadese (CAD)
- Dollaro neozelandese (NZD)
- Corona danese (DKK)
- Corona svedese (SEK)

Si noti che l'Euro LIBOR non deve essere confuso con l'EURIBOR.